# Miconia micropetala
Miconia micropetala är en tvåhjärtbladig växtart som beskrevs av Célestin Alfred Cogniaux. Miconia micropetala ingår i släktet Miconia och familjen Melastomataceae. Inga underarter finns listade i Catalogue of Life.